# Сальвадорская академия языка
Сальвадорская академия языка (исп. Academia Salvadoreña de la Lengua) — научное учреждение Сальвадора, объединяющее группу учёных и экспертов в области испанского языка. Входит в состав Ассоциации академий испанского языка. Создана в Сан-Сальвадоре 17 ноября 1875 года и официально утверждена Испанской королевской академией 19 октября 1876 года.

## История
Академия языка была создана как научное и культурное учреждение, объединяющее ученых и экспертов в сфере использования испанского языка, в её состав входили также многие выдающиеся писатели и поэты Сальвадора. Эта академия была не единственным учреждением в Сальвадоре, занимавшимся проблемами испанского языка, в 1915 году была создана так называемая Академия «Сервантес», в чью компетенцию входило обеспечение «чистоты и твёрдость и кастильского языка».